# 딜런 펜
딜런 프랜시스 펜(영어: Dylan Frances Penn, 1991년 4월 13일 ~ )은 미국의 모델, 배우이다. 배우 숀 펜과 배우 로빈 라이트의 딸이다.